# Волосово-Дудино
Воло́сово-Дудино́ — село в Ульяновском районе Калужской области России. Административный центр сельского поселения «Село Волосово-Дудино».

## История
В 1986 году село, как и многие другие населенные пункты на западе, юге и юго-западе Калужской области подверглись серьёзному радиоактивному заражению от последствий катастрофы на ЧАЭС. По данным информации за 2017 год, доза облучения населения в селе с момента аварии и до 1995 года составила 1,03 мкЗв.

## География
Село находится в юго-восточной части Калужской области, в зоне хвойно-широколиственных лесов, в пределах Среднерусской возвышенности, на левом берегу реки Вытебети, к востоку от автодороги 29К-016, на расстоянии примерно 12 километров (по прямой) к северо-востоку от Ульянова, административного центра района. Абсолютная высота — 170 метров над уровнем моря.

### Климат
Климат характеризуется как умеренно континентальный, с тёплым летом и умеренно холодной снежной зимой. Среднегодовая многолетняя температура воздуха составляет 4 — 4,6 °С. Средняя температура воздуха самого тёплого месяца (июля) — 18 °C (абсолютный максимум — 38 °C); самого холодного (января) — −10 — −8,9 °C (абсолютный минимум — −46 °C). Безморозный период длится в среднем 149 дней. Среднегодовое количество атмосферных осадков составляет 654 мм, из которых большая часть (441 мм) выпадает в период с апреля по октябрь. Снежный покров держится в течение 130—145 дней.

### Часовой пояс
Село Волосово-Дудино, как и вся Калужская область, находится в часовой зоне МСК (московское время). Смещение применяемого времени относительно UTC составляет +3:00.

## Население
| 2002 | 2010 |
| ---- | ---- |
| 106  | ↘88  |

### Половой состав
По данным Всероссийской переписи населения 2010 года в гендерной структуре населения мужчины составляли 43,2 %, женщины — соответственно 56,8 %.

### Национальный состав
Согласно результатам переписи 2002 года, в национальной структуре населения русские составляли 99 %.